# Luyten 726-8
Pour les articles homonymes, voir Luyten.
Désignations

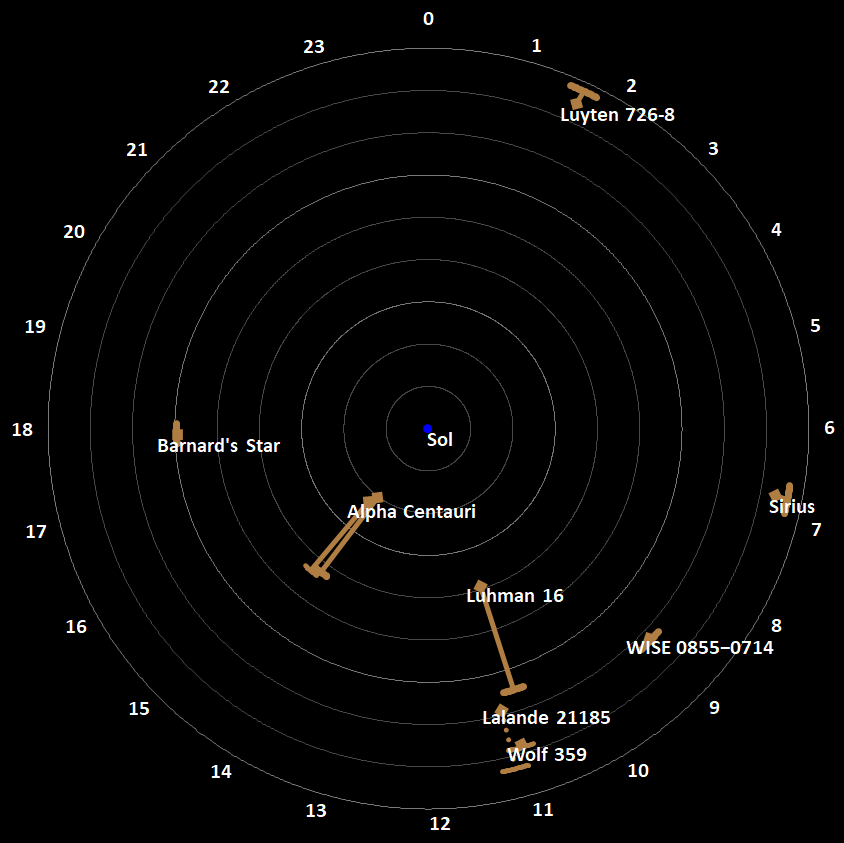
Luyten 726-8 est l'une des étoiles les plus proches du Soleil.

Luyten 726-8 ou Gliese 65, est une étoile binaire, et l'une des plus proches voisines du Système solaire.
UV Ceti (Luyten 726-8 B), l'étoile secondaire, est une naine rouge de type spectral M6,0e. Elle est un des meilleurs exemples connus d'étoile éruptive, elles-mêmes parfois appelées « variables de type UV Ceti ». Ses changements de luminosité peuvent être en effet très importants : en 1952 celle-ci augmenta de 75 fois en seulement 20 secondes !
L'autre étoile est BL Ceti (Luyten 726-8 A), l'étoile principale, une naine rouge de type spectral M5,5e. C'est aussi une étoile variable, quoique moins extrême que . BL Ceti (Luyten 726-8 A) est aussi catalogué comme G 272-061.
Le système de Luyten 726-8 est situé à environ 2,68 pc (∼8,74 al) de la Terre, ce qui en fait le 8e système stellaire le plus proche.
Le système le plus proche de Luyten 726-8 est celui de Tau Ceti à 3,2 al de là.

## Découverte
Le système stellaire a été découvert en 1948 par Willem Jacob Luyten qui compilait un catalogue d'étoiles à fort mouvement propre. Découvrant que Luyten 726-8 B est une variable, le système est nommé UV Ceti d'après la désignation des étoiles variables.